# Arthrochilus
Die Gattung Arthrochilus gehört zur Familie der Orchideen (Orchidaceae). Die etwa 15 Arten kommen nur im nördlichen bis östlichen Australien, auf Tasmanien und auf Neuguinea vor.

## Beschreibung

### Vegetative Merkmale
Die Arthrochilus-Arten wachsen als relativ kleine, ausdauernde krautige Pflanzen. Sie besitzen als Überdauerungsorgan eine unterirdisch wachsende Knolle. Zusätzlich können an wurzelähnlichen Ausläufern weitere Tochterknollen entstehen, die der vegetativen Vermehrung dienen. Die Wurzeln sind faserig. Aus der Knolle entspringt die Sprossachse, die zuerst den Blütenstand hervorbringt, später erscheint seitlich aus der Basis dieser Sprossachse die Blattrosette. Bei Arthrochilus rosulatus wächst der Blütenstand terminal aus der Blattrosette, bei Arthrochilus byrnesii und Arthrochilus dockrillii erscheint das einzige Blatt schon vor der Blüte. Die Laubblätter stehen einzeln oder bis zu sechst zusammen. Die Laubblätter sind länglich, kurz oder gar nicht gestielt. Abweichend davon wächst Arthrochilus huntianus als mykoheterotrophe, blattlose Pflanze, auch die Knolle ist bei dieser Art stark reduziert.

### Generative Merkmale
Die Sprossachse trägt den traubigen Blütenstand fort, der Blütenstandsschaft ist mit kleinen Hochblättern besetzt, auch die Tragblätter unter den Blüten. Die nicht resupinierten relativ kleinen und zwittrigen Blüten sind zygomorph und dreizählig. Der Fruchtknoten ist längs gerippt und kurz gestielt. Die grünlichen Blütenhüllblätter sind nicht miteinander verwachsen. Die Sepalen und Petalen sind einander recht ähnlich geformt, schmal und nach unten weisend. Die Lippe setzt gelenkig an der Säule an und besteht hauptsächlich aus einem schwärzlichen Kallus mit verschiedenen Anhängseln. Die Säule ist lang, schlank und gebogen; sie setzt sich über die Ansatzstelle am Fruchtknoten in einen Säulenfuß fort, an dem die Lippe und die seitlichen Petalen ansetzen. Die Säule besitzt zwei paar Anhängsel: ein großes in der Mitte und ein kleines an ihrer Spitze, neben dem Staubblatt. Das Staubblatt enthält vier gelbe, mehlige Pollinien.
Die Kapselfrucht enthält zahlreiche geflügelte Samen.

## Ökologie
Die Arthrochilus-Arten werden von Rollwespen aus der Gattung Arthrothynnus bestäubt. Die männlichen Rollwespen ergreifen die Lippe, die eine weibliche Wespe imitiert und versuchen mit ihr davonzufliegen. Dabei schwingt die Lippe um ihre gelenkige Aufhängung und die Rollwespe landet an der Säule. Die Anhängsel der Säule behindern die Rollwespe, und beim Versuch weiterzufliegen werden ihr die Pollinien angeheftet oder bereits anhaftende Pollinien gelangen auf die Narbe.

## Standorte
Arthrochilus-Arten gedeihen terrestrisch meist in bewaldeten Gebieten oder Buschland, die zumindest in der Wachstumsperiode keine Trockenheit aufweisen. Sie wachsen meist im Flachland, nur Arthrochilus oreophilus besiedelt Höhenlagen bis 1200 Meter.

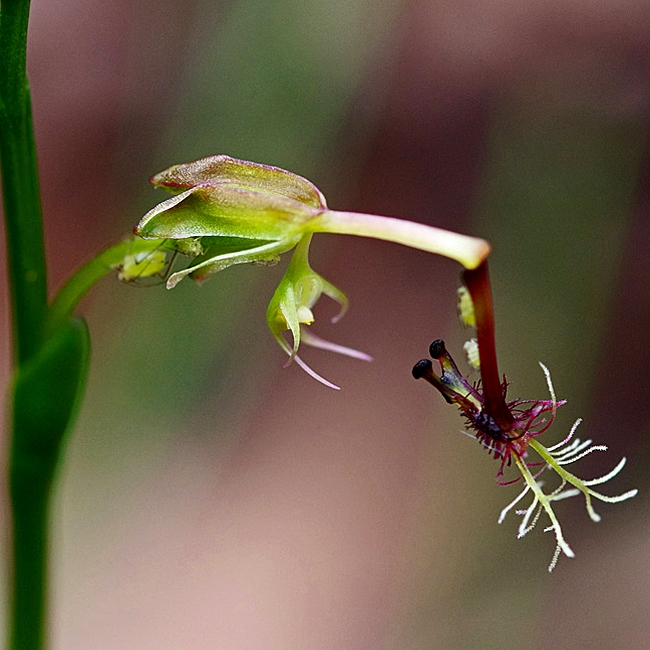
Blüte von Arthrochilus huntianus

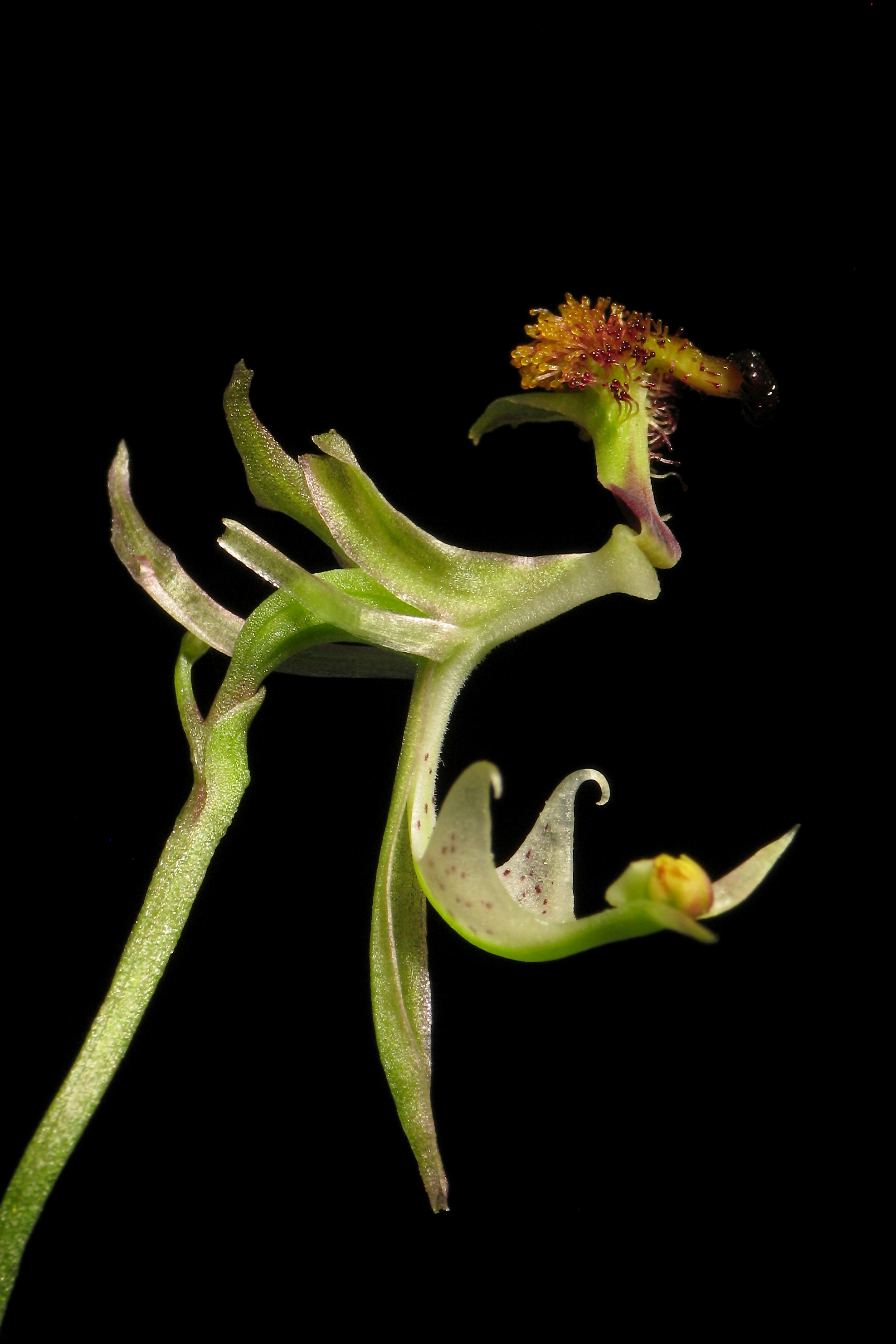
Blüte von Arthrochilus latipes

## Systematik, botanische Geschichte und Verbreitung
Die Gattung Arthrochilus wurde 1858 durch Ferdinand von Mueller in Fragmenta Phytographiae Australiae, Band 1, S. 42 mit der Typusart Arthrochilus irritabilis aufgestellt. Der Gattungsname Arthrochilus setzt sich aus den griechischen Worten ἅρθρον arthron für „Gelenk“, und χεῖλος cheilos für „Lippe“, zusammen und beschreibt die drehbar angebrachte Lippe.
Die Gattung Arthrochilus gehört zur Subtribus Drakaeinae der Tribus Diurideae in der Unterfamilie Orchidoideae innerhalb der Familie Orchidaceae. Die Gattung Arthrochilus wurde bei Jones et al. 2002 durch die Abtrennung der beiden Gattungen Phoringopsis D.L.Jones & M.A.Clem. und Thynninorchis D.L.Jones & M.A.Clem. in kleineren Einheiten gefasst, wie bei vielen anderen australischen Orchideengattungen. Jones folgen andere Autoren nicht.
Die Arten der Gattung Arthrochilus s. l. kommen im östlichen und an wenigen Fundorten im nördlichen Australien, auf Tasmanien und im südlichen Neuguinea vor.
Es gab vor Jones et al. 2002 etwa 15 Arten in der Gattung Arthrochilus, danach etwa zehn Arten:    
- Arthrochilus apectus D.L.Jones: Sie kommt im nördlichen Queensland vor.[6]
- Arthrochilus aquilus D.L.Jones: Sie kommt im nördlichen Queensland vor.[6]
- Arthrochilus byrnesii Blaxell: Sie kommt im nördlichen Northern Territory von Australien vor.[6]
- Arthrochilus corinnae D.L.Jones: Sie kommt im nördlichen Queensland vor.[6]
- Arthrochilus dockrillii Lavarack: Sie kommt von Papua-Neuguinea bis ins nordöstliche Queensland vor.[6]
- Arthrochilus huntianus (F.Muell.) Blaxell: Es gibt zwei Unterarten:
  - Arthrochilus huntianus subsp. huntianus: Sie kommt vom südöstlichen Australien bis zu Flinders Island vor.[6]
  - Arthrochilus huntianus subsp. nothofagicola D.L.Jones: Dieser kommt nur in Tasmanien vor.[6]
- Arthrochilus irritabilis F.Muell.: Sie kommt im östlichen Australien vor.[6]
- Arthrochilus laevicallus Ormerod: Sie wurde 2011 aus Papua-Neuguinea erstbeschrieben.[6]
- Arthrochilus latipes D.L.Jones: Sie kommt im nördlichen Northern Territory von Australien vor.[6]
- Arthrochilus lavarackianus (D.L.Jones) Lavarack: Sie kommt von Papua-Neuguinea bis ins nördliche Queensland vor.[6]
- Arthrochilus oreophilus D.L.Jones: Sie kommt im nördlichen Queensland vor.[6]
- Arthrochilus prolixus D.L.Jones: Sie kommt von Queensland bis New South Wales vor.[6]
- Arthrochilus rosulatus D.L.Jones: Sie kommt im nördlichen Queensland vor.[6]
- Arthrochilus sabulosus D.L.Jones: Sie kommt im nördlichen Queensland vor.[6]
- Arthrochilus stenophyllus D.L.Jones: Sie kommt nur im nordöstlichen Queensland vor.[6]